# L'Alcúdia de Crespins
L'Alcúdia de Crespins és una població del País Valencià de la comarca de la Costera. El municipi forma una conurbació amb la veïna població de Canals.

## Geografia
Situada en la vorera esquerra del riu Canyoles, a l'entrada de la vall de Montesa, a la falda sud de la Serra d'Enguera i enfront de la Serra Grossa. L'altura principal és el Penyal de la Frontera (265 msnm). El territori està regat pel riu Els Sants, anomenat així per tindre el seu naixement al costat d'una antiga ermita dedicada a sant Abdó i sant Senent, els Sants de la Pedra, a la dreta de la carretera d'Enguera. El clima és temperat.
Limita amb Canals, Xàtiva i Montesa. Des de València, es pot accedir a esta localitat per la A-7. Mitjançant l'autovia CV-60 enllaça amb les localitats de Xàtiva, Ontinyent, Alcoi i Gandia, i amb la A-35 amb Albacete i Madrid. També compta amb estació de ferrocarril de la línia de Rodalies C-2 de València. (RENFE).

## Història
Antiga alqueria islàmica, coneguda com a Torre de l'Alcúdia o Alcudieta. Després de la conquesta per Jaume I, va quedar integrada en el reialenc de Xàtiva i controlada, per tant, pels nous colonitzadors catalans, els quals acompanyaren a Jaume I durant la conquesta. Fou segregada el 1353 per a ser venuda a Berenguer de Llombai, que es va convertir en l'amo feudal del lloc, encara que la ciutat de Xàtiva continuava cobrant el terç delme. L'any 1432 la propietat del lloc passà a Eduard Escrivà i a mitjan segle xvii a Ausiàs Crespins, senyor del poble. Finalment passà al domini dels comtes d'Orgaz. El 1835, deixà de pagar prestacions senyorials al comte.

## Demografia
D'acord amb el cens de l'INE de 2019, l'Alcúdia de Crespins té una població de 5.157 habitants.
| 1986  | 1990  | 1992  | 1994  | 1996  | 1998  | 2000  | 2002  | 2004  | 2006  | 2007  | 2014  | 2018  | 2021  |
| ----- | ----- | ----- | ----- | ----- | ----- | ----- | ----- | ----- | ----- | ----- | ----- | ----- | ----- |
| 4.274 | 4.303 | 4.098 | 4.207 | 4.185 | 4.126 | 4.223 | 4.570 | 4.786 | 5.102 | 4.929 | 5.231 | 5.188 | 5.144 |

## Economia
Després de l'expulsió morisca l'Alcúdia va quedar despoblada, i no es va recuperar fins a la segona meitat del segle xviii. L'agricultura de regadiu, tingué un gran desenvolupament ja durant l'edat mitjana, gràcies a l'aprofitament de les aigües del fontanal de Santos. El segle xiv la indústria va fer la seua aparició, i per això compta amb alguna tradició terrissera. Alguns capitalistes de València invertiren en la construcció d'una fàbrica de mosaics en 1860, la indústria es va consolidar en el segle xx, amb fàbriques de paper, tèxtils i materials de construcció. Precissament eixe apogeu industrial va fer que al segle xx la recuperació demogràfica fora important.

## Política i govern

### Composició de la Corporació Municipal
El Ple de l'Ajuntament està format per 13 regidors. En les eleccions municipals de 26 de maig de 2019 foren elegits 5 regidors del Partit Popular (PP), 5 del Partit Socialista del País Valencià (PSPV-PSOE) i 3 de Compromís per l'Alcúdia de Crespins (Compromís).
| Eleccions municipals de 26 de maig de 2019 - l'Alcúdia de Crespins                                                                    |                                          |                                     |                                     |        |          |          |
| Candidatura | Candidatura                              | Candidatura                         | Cap de llista                       | Vots   | Vots     | Regidors |
| | Partit Popular                           |                                     | Francisco Javier Sicluna Lletget    | 1.155  | 41,03%   | 5 ()     |
| | Partit Socialista del País Valencià-PSOE |                                     | Roberto Granero Martín              | 1.064  | 37,80%   | 5 ()     |
| | Compromís per l'Alcúdia de Crespins      |                                     | José Vicente Garrigós Gallego       | 580    | 20,60%   | 3 ()     |
| | Vots en blanc                            |                                     |                                     | 16     | 0,57%    |          |
| Total vots vàlids i regidors | Total vots vàlids i regidors             | Total vots vàlids i regidors        | Total vots vàlids i regidors        | 2.815  | 100 %    | 13       |
| | Vots nuls                                | Vots nuls                           | Vots nuls                           | 46     | 1,63%    |          |
| Participació (vots vàlids més nuls)                                                                                                   | Participació (vots vàlids més nuls)      | Participació (vots vàlids més nuls) | Participació (vots vàlids més nuls) | 2.861  | 71,40%** |          |
| Abstenció | Abstenció                                | Abstenció                           | Abstenció                           | 1.146* | 28,60%** |          |
| Total cens electoral | Total cens electoral                     | Total cens electoral                | Total cens electoral                | 4.007* | 100 %**  |          |
| Alcalde: Roberto Granero Martín (PSPV) (15/06/2019) Per majoria absoluta dels vots dels regidors (8 vots: 5 de PSPV i 3 de Compromís) |                                          |                                     |                                     |        |          |          |
| Fonts: JEC, JEZ Xàtiva, M. Interior, Periòdic Ara. (* No són vots sinó electors. ** Percentatge respecte del cens electoral.)         |                                          |                                     |                                     |        |          |          |

### Alcaldes

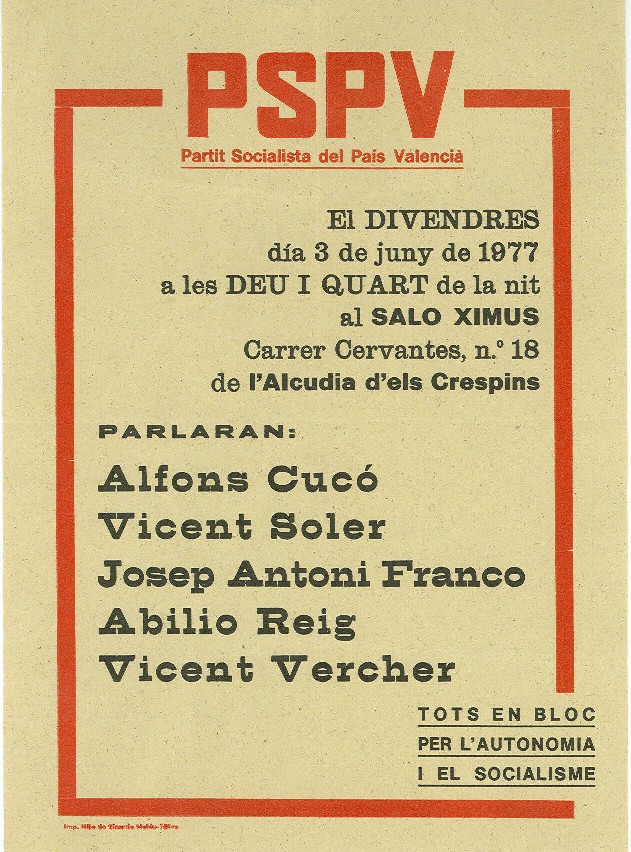
Cartell d'un acte del PSPV històric en 1977.

Des del 2019 l'alcalde de l'Alcúdia és Roberto Granero Martín, del PSPV-PSOE.
| Període                       | Alcalde o alcaldessa                                                     | Partit polític       | Data de possessió                | Observacions                        |
| ----------------------------- | ------------------------------------------------------------------------ | -------------------- | -------------------------------- | ----------------------------------- |
| 1979–1983                     | Vicent Vercher i Garrigós                                                | PSPV-PSOE            | 19/04/1979                       | --                                  |
| 1983–1987                     | Vicent Vercher i Garrigós                                                | PSPV-PSOE            | 28/05/1983                       | --                                  |
| 1987–1991                     | Vicent Vercher i Garrigós                                                | PSPV-PSOE            | 30/06/1987                       | --                                  |
| 1991–1995                     | Vicent Vercher i Garrigós                                                | PSPV-PSOE            | 15/06/1991                       | --                                  |
| 1995–1999                     | Vicent Vercher i Garrigós                                                | PSPV-PSOE            | 17/06/1995                       | --                                  |
| 1999–2003                     | Juan Bautista Melo Faus                                                  | PP                   | 03/07/1999                       | --                                  |
| 2003–2007                     | Raúl Dauder Llácer Vicent Xavier Simon Alventosa Joan Josep Masó Monfort | PP PSPV-PSOE BLOC-EV | 14/06/2003 07/04/2004 20/05/2006 | Moció de censura Pacte de govern -- |
| 2007–2011                     | Francisco Javier Sicluna Lletget                                         | PP                   | 16/06/2007                       | --                                  |
| 2011–2015                     | Francisco Javier Sicluna Lletget                                         | PP                   | 11/06/2011                       | --                                  |
| 2015–2019                     | Roberto Granero Martín Josep Vicent Garrigós Gallego                     | PSPV-PSOE Compromís  | 13/06/2015 17/06/2017            | Pacte de govern --                  |
| 2019-2023                     | Roberto Granero Martín Josep Vicent Garrigós Gallego                     | PSPV-PSOE Compromís  | 15/06/2019 15/01/2022            | Pacte de Govern                     |
| Des de 2023                   | n/d                                                                      | n/d                  | 17/06/2023                       | --                                  |
| Fonts: Generalitat Valenciana |                                                                          |                      |                                  |                                     |

## Monuments i llocs d'interés

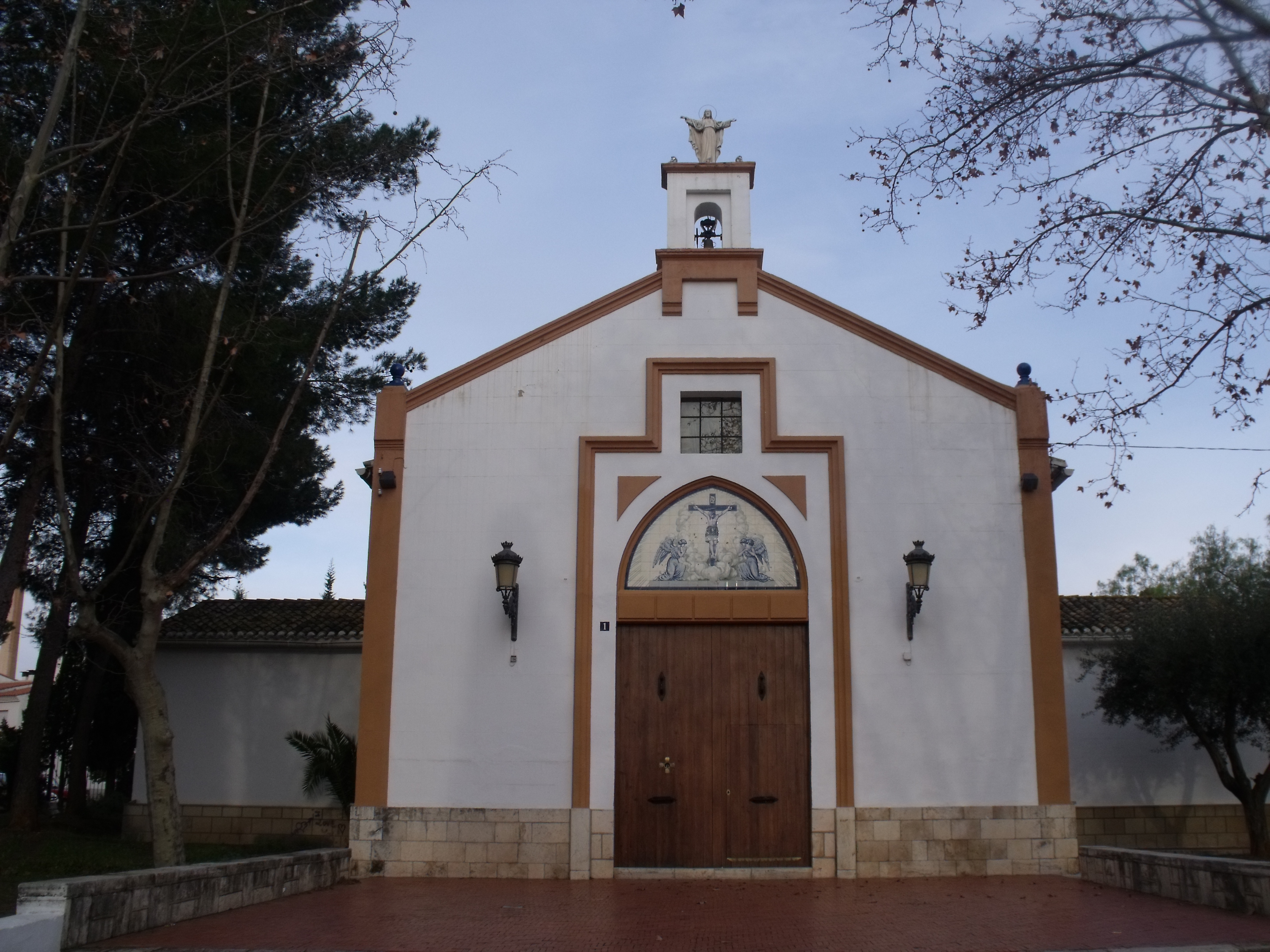
Façana de l'ermita del Crist del Calvari

- Església de Sant Onofre va ser danyada pel terratrèmol de 1748.
- Ermita del Crist del Calvari, construïda en 1774.
- Naixement del Riu Els Sants. Situat als afores del poble, suposa un lloc admirable per la seua naturalesa i per trobar-se sobre un jaciment de fòssils del Cretaci.

## Festes i celebracions
Celebra les festes patronals el 12 de juny, en honor de Sant Onofre, un dels patrons més populars en l'època medieval al Regne de València. Inclouen la tradicional foguera i l'antiga subhasta de les ofrenes a la porta del temple. Cal destacar també les Festes Majors en honor del Crist del Calvari, que comencen el primer diumenge de setembre i acaben una setmana després.

## Fills il·lustres
- Antoni Ferrer i Perales (l'Alcúdia de Crespins, 1943), poeta.
- José Aparicio Albiñana (l'Alcúdia de Crespins, 1880), periodista, escriptor i polític, governador civil durant la Segona República Espanyola.
- Vicente Asensi (l'Alcúdia de Crespins, 1919), ex-futbolista del València CF, va formar part de la davantera elèctrica junt amb Epi, Amadeo, Mundo i Gorostiza.